# Amorrites
|  | Aquest article tracta sobre el poble amorrita. Si cerqueu la llengua amorrita, vegeu «Llengua amorrita». |

Els amorrites (martu en sumeri i amurru en acadià) van ser un gran grup ètnic, d'origen semita, probablement originat a Aràbia i emigrat a Síria i a Mesopotàmia cap a l'any 2500 aC. Constituït per tribus nòmades molt bel·licoses que van ocupar Síria, Canaan i la regió a l'oest del riu Eufrates, des de la segona meitat del tercer mil·lenni abans de la nostra era. En el curs de les seves correries van arribar a conquerir en dues ocasions la ciutat de Babilònia. Es creu que el rei Hammurabi era descendent d'amorrites.

## Història
Les anomenades Tauletes de Mari expliquen que durant l'època més florent de Mari el territori situat al nord d'aquest país, entre els rius Tigris i Eufrates estava habitat per diverses tribus sedentàries, seminòmades i nòmades, que les fonts de la Tercera dinastia d'Ur consideraven amorrites, que procedien d'un país que anomenaven Amurru o Martu. Eren parents d'altres tribus semites occidentals, sobretot en l'aspecte lingüístic, com ara els hebreus, els fenicis, els ugarites i els arameus.
Les fonts conservades permeten definir una "llengua amorrita", encara que només es coneixen alguns topònims, noms de divinitats i més d'un centenar de noms propis de personatges. Aquesta llengua està força marcada per arcaismes, com ho demostra el seu sistema fonològic, i un nombre d'isoglosses amb l'accadi. La freqüència de certs paral·lelismes i la proximitat del seu lèxic amb l'hebreu, l'arameu o l'ugarític fan, amb tota probabilitat, que l'amorrita sigui una llengua cananea. Aquestes fonts mencionen diverses tribus que formaven el poble amorrita: amurrum, khaneus, benjaminites, bensimalites, suteus i yarium. El territori d'Amurru tenía també tribus d'altres ètnies, no només semites i amorreus, sinó hurrites, que van tenir nombrosos reis d'escassa importància instal·lats a diverses ciutats.

### Territoris
A la zona de l'alt Eufrates destacaven les ciutats de Carquemix, Hashum i Urshu. Al territori conegut amb el nom de Zalmaqum hi havia altres ciutats importants, Hanzat, Suda, Nihriya i Haran, poblades sobretot per benjaminites. Cap a l'est, a la regió d'Idamaraz a la vora del riu Khabur, hi havia ciutats molt antigues: Ilanshura, Nagar, Ashnakkum, Urkesh, Susa, Ashlakka, Tarmanni, Suduhum, Zalluhan, Hazzikanum i Kahat, ciutats-estat de població segurament hurrita. A la banda est d'Idamaraz hi havia el territori d'Apum, amb Shubat-Enlil com a ciutat principal. Els amorrites van dominar també Alalakh, Amrit, Amurru, Andarig, Arvad, Babilònia, Borsippa, Der, Dilbat, Ebla, Ekallatum, Eixnunna, Gebal, Hamath, Iamkhad (Alep) Isin, Karana, Kazallu, Kix, Lagaix, Larsa, Mari, Nippur, Qatna, Qattara, Razama, Sippar, Terqa, Tuba, Tuttul, Ugarit, Ur i Uruk.
No van ocupar aquests territoris de cop i amb violència, sinó com a emigrants amb les seves famílies, que buscaven terres per cultivar o de pastura. Van iniciar la penetració a Mesopotàmia cap al tercer mil·lenni aC, i es van anar integrant al país i van fundar dinasties locals que van arribar a ser importants. Però cap al final de la Tercera dinastia d'Ur, el rei Xu-Sin (potser del 2037 aC al 2028 aC) va manar construir una muralla que tenia "vint-i-tres hores dobles" de longitud, anomenada muralla dels Martu, que devia tenir com a objectiu aturar els desplaçaments dels martu cap al seu territori, i prevenir-ne eventuals atacs. Un dels motius de la caiguda de la Tercera dinastia d'Ur va ser la conquesta d'Ur en temps del rei Ibbi-Sin pels amorrites.
Un edicte del rei Ammisaduqa de Babilònia (1646-1626 aC) dirigit als seus súbdits els anomena "accadis i amorrites", cosa que indica la seva integració. A Mari, es va instal·lar una dinastia amorrita coneguda com la "dinastia dels Lim", probablement un clan tribal poderós, que sembla que va iniciar Yaggid-Lim, que va ser pare de Yakhdun-Lim, el segon rei de la dinastia, enderrocat pel seu fill Sumu-Yaman. La dinastia va acabar quan es va enfrontar amb Xamxi-Adad I d'Assíria, que va instal·lar al tron al seu fill Yashmakhadad.
Hammurabi portava el títol de "Rei dels Martu" i després el va portar Ammiditana (1684-1647 aC). Sota Hammurabi es parla d'un governador (gal) de la terra dels martu, de nom Sinidinnam. Una inscripció del rei Ammisaduqa (1646-1626 aC) anomena un districte de nom Amurru a l'oest de Sippar. Mar-tu-ki, el seu nom alternatiu, volia dir "la Terra Occidental". El nom d'Amurru es va estendre al llarg del temps a la part occidental i cap a l'any 1400 aC es donava aquest nom a la Síria del sud i al Líban que estaven en poder d'Egipte. Allí va sorgir el regne d'Amurru.
Durant 500 anys es van establir a Sumèria i Accàdia, adoptant la cultura local però sense barrejar-se amb la població d'aquells territoris. Van servir a Accad com a treballadors i a l'exèrcit. A la caiguda de la civilització sumèria cap a l'any 2000 aC van heretar el seu poder en ostentar càrrec rellevants. Durant el domini cassita a Sumèria a llengua amorrita va desaparèixer de la baixa Mesopotàmia, però va seguir encara vigent a Síria i Canaan.

### Organització
Els amorrites no van conservar el sistema sumeri de ciutats-estat on la terra, els ramats i el poble pertanyien als déus o als temples i, per tant, de fet al rei, sinó que la seva societat era de persones lliures, amos de les terres que dirigien personalment; els seus descobriments van fer progressar la civilització. Van crear els primers conceptes bàsics en literatura i matemàtiques i van desenvolupar el comerç. D'aquest esperit va néixer el Codi d'Hammurabi, una sèrie de lleis que buscaven la justícia especialment en relació al món del comerç. Van fundar regnes nous però més generalment van agafar el poder al regnes ja existent a les antigues ciutats; els regnes eren equivalents a les anteriors ciutats estats en mesura i poder.

## Els amorrites a laBíblia
Al Gènesi apareixen en diverses ocasions els amorrites, com una de les tribus del Cananeus. Pel fet de ser una de les tribus més poderoses a vegades parla d'amorrites per referir-se als cananeus en general.
Diu que inicialment van viure al sud-oest de la mar Morta entre els amalequites i la Vall del Siddim amb seu principal a Hazezon-Tamar o Engedi (Ain-Djidi), però més tard, suposadament al temps de l'Èxode, van ocupar el territori a l'est de la mar Morta i de la vall del Jordà on van establir els regnes de Heshbon (o Heixbon) al sud i Bashan (o Basan) al nord. Heshbon va ser arrabassat als moabites i ammonites per les subtribus dels Reubens i Gads. Bashan que va tenir per rei a Og de la subtribu dels Manasseh, arribava pel nord fins a la muntanya d'Hermon (llavors Shanir). Aquest territori tenia per nom entre els jueus, de Perea.